# Bělá pod Bezdězem
Bělá pod Bezdězem là một thị trấn thuộc huyện Mladá Boleslav, vùng Středočeský, Cộng hòa Séc.